# Plaudite cives
Plaudite cives! è una locuzione latina, che tradotta letteralmente significa "applaudite cittadini!".
La claque esisteva già nella Roma antica, ma, essendo un "servizio" per lo più a pagamento, era riservata a chi poteva permettersela. Solo i poveri attori, poeti e istrioni al termine delle loro fatiche teatrali dovevano umiliarsi a richiedere "all'inclito pubblico" un riconoscimento alla loro fatica con l'invito: Plaudite, cives!

A volte questa locuzione è ironicamente utilizzata nel linguaggio comune, quando ci si sente ignorati nonostante le fatiche e l'impegno profuso.